# Nachal Tamar
Nachal Tamar (hebrejsky: נחל תמר) je vádí o délce cca 15 kilometrů v severovýchodní části Negevské pouště v Izraeli.
Začíná v kopcovitém masivu Ma'ale Tamar poblíž východního úseku dálnice číslo 25 v nadmořské výšce okolo 400 metrů. Směřuje pak k jihu a jihovýchodu zcela neosídlenou krajinou, přičemž prudce klesá a zařezává se do okolního terénu. Stále přitom sleduje podél jižní strany dálnici číslo 25, znovu prudce klesá, zleva přijímá vádí Nachal Peres a míjí křižovatku dálnice číslo 90 dálnice číslo 25 (křižovatka ha-Arava) a teče severovýchodním směrem příkopovou propadlinou v níž ústí do vádí Nachal Cin, jež krátce na to končí v jihozápadní části Mrtvého moře.
Na toku Nachal Tamar se nachází několik soutěsek a kaňonů s vodopády o výšce 10-20 metrů. Vádí je turisticky využíváno a vybaveno železnými schody a stupni pro překonání nejobtížnějších úseků.